# منتخب نيوزيلندا لكرة القدم الشاطئية
منتخب نيوزيلندا لكرة القدم الشاطئية (بالإنجليزية: New Zealand national beach soccer team)‏ هو ممثل نيوزيلندا الرسمي في المنافسات الدولية في كرة قدم شاطئية ، يديريه اتحاد نيوزيلندا لكرة القدم.